# Давыдов, Пётр Семёнович
Пётр Семёнович Давыдов (4 мая 1900 — 30 марта 1963, Ташкент) — русский советский актёр театра и кино. Народный артист Узбекской ССР (1950).

## Биография
В 1918—1924 годах играл на сцене Самарского драматического театра. В 1927—1928 годах в зимний сезон играл в Петропавловске. В 1924—1937 годах работал в театрах Челябинска, Иркутска, Ашхабада.
В 1937—1963 годах — актёр Ташкентского русского драматического театра им. М.Горького (ныне Русский драматический театр Узбекистана). Впервые в Узбекистане исполнил роль Ленина в пьесе Н. Погодина «Человек с ружьём» (1940).
Снимался в кино (главврач — «Дорога без сна», 1947).
Член Коммунистической партии СССР с 1953 года.

## Избранные театральные роли
- Дикой — «Гроза» А. Островского (1937);
- Каренин — «Анна Каренина» Л.Толстого (1939);
- Сиплый — «Оптимистическая трагедия» В. Вишневского (1939);
- Махмудов — «Предатели» З.Фатхуллина (1939);
- Фаюнин — «Нашествие» Л.Леонова (1943);
- Городничий — «Ревизор» Н.Гоголя (1945);
- Редозубов — «Варвары» М.Горького (1947);
- Азизбай — «Заря Востока» Н. Сафарова (1949);
- Оброшенов — «Шутники» А. Островского (1950);
- Прокофий Пазухин — «Смерть Пазухина» М. Салтыкова-Щедрина (1951);
- Дон Саллюстий де Базан — «Рюи Блаз» Виктора Гюго (1952);
- Суслов — «Дачники», М.Горького (1952);
- Комиссар — «Настоящий человек», Т. Лондона по Б.Полевому (1954);
- Умурзак — «Тайны паранджи» Хамзы (1956).
- Карандышев; Ганя («Идиот» по Ф. Достоевскому).

Похоронен в Ташкенте на Боткинском кладбище.